# NBA Development League 2016-2017
La stagione della NBA Development League 2016-2017 è stata la sedicesima edizione della NBA D-League. La stagione si è conclusa con la vittoria dei Raptors 905, che hanno sconfitto i Rio Grande Valley Vipers 2-1 nella serie finale.

## Squadre partecipanti
Vennero ammesse tre nuove squadre: i Greensboro Swarm, i Windy City Bulls e i Long Island Nets. Gli Idaho Stampede si sono trasferiti a Salt Lake City diventando i Salt Lake City Stars, e i Bakersfield Jam sono diventati i Northern Arizona Suns.
- Austin Spurs
- Canton Charge
- Delaware 87ers
- Erie BayHawks
- F.W. Mad Ants
- G. Rapids Drive
- Greens. Swarm
- Iowa Energy
- Long Island Nets
- L.A. D-Fenders
- Maine Red Claws

- N. Arizona Suns
- Oklahoma Blue
- Raptors 905
- Reno Bighorns
- R.G.V. Vipers
- S.L.C. Stars
- S.C. Warriors
- S. Falls Skyforce
- Texas Legends
- Westch. Knicks
- Windy City Bulls

## Classificaregular season

### Eastern Conference

#### Atlantic division
| Squadra            | V  | P  | PCT  | GB |
| ------------------ | -- | -- | ---- | -- |
| Maine Red Claws    | 29 | 21 | 58,0 | -  |
| Delaware 87ers     | 26 | 24 | 52,0 | 3  |
| Westchester Knicks | 19 | 31 | 38,0 | 10 |
| Greensboro Swarm   | 19 | 31 | 38,0 | 10 |
| Long Island Nets   | 17 | 33 | 34,0 | 12 |
| Erie BayHawks      | 14 | 36 | 28,0 | 15 |

#### Central division
| Squadra             | V  | P  | PCT  | GB |
| ------------------- | -- | -- | ---- | -- |
| Raptors 905         | 39 | 11 | 78,0 | -  |
| Fort Wayne Mad Ants | 30 | 20 | 60,0 | 9  |
| Canton Charge       | 29 | 21 | 58,0 | 10 |
| Grand Rapids Drive  | 26 | 24 | 52,0 | 13 |
| Windy City Bulls    | 23 | 27 | 46,0 | 16 |

### Western Conference

#### Pacific division
| Squadra               | V  | P  | PCT  | GB |
| --------------------- | -- | -- | ---- | -- |
| Los Angeles D-Fenders | 34 | 16 | 68,0 | -  |
| Santa Cruz Warriors   | 31 | 19 | 62,0 | 3  |
| Northern Arizona Suns | 22 | 28 | 44,0 | 12 |
| Reno Bighorns         | 21 | 29 | 42,0 | 13 |
| Salt Lake City Stars  | 14 | 36 | 28,0 | 20 |

#### Southwest division
| Squadra                  | V  | P  | PCT   | GB |
| ------------------------ | -- | -- | ----- | -- |
| Oklahoma City Blue       | 34 | 16 | 68,0  | -  |
| Rio Grande Valley Vipers | 32 | 18 | 64,0  | 2  |
| Sioux Falls Skyforce     | 29 | 21 | 58,0  | 5  |
| Austin Spurs             | 25 | 25 | 50,0  | 9  |
| Texas Legends            | 25 | 25 | 50,0} | 9  |
| Iowa Energy              | 12 | 38 | 24,0  | 22 |

## Playoffs

### Tabellone
|  | Quarti di finale | Quarti di finale | Quarti di finale |               |                 | Semifinali    | Semifinali | Semifinali |  |  | Finale | Finale      | Finale |
|  |                  |                  |                  |               |                 |               |            |            |  |  |        |             |        |
|  | 1.               | Raptors 905      | 2                |               |                 |               |            |            |  |  |        |             |        |
|  | 4.               | Canton Charge    | 0                |               |                 |               |            |            |  |  |        |             |        |
|  | 4.               | Canton Charge    | 0                |               | 1.              | Raptors 905   | 2          |            |  |  |        |             |        |
|  |                  |                  |                  |               | 1.              | Raptors 905   | 2          |            |  |  |        |             |        |
|  |                  | 2.               | Maine Red Claws  | 0             |                 |               |            |            |  |  |        |             |        |
|  | 2.               | 2.               | Maine Red Claws  | 0             | Maine Red Claws | 2             |            |            |  |  |        |             |        |
|  | 2.               |                  |                  |               | Maine Red Claws | 2             |            |            |  |  |        |             |        |
|  | 3.               | F.W. Mad Ants    | 1                |               |                 |               |            |            |  |  |        |             |        |
|  |                  |                  |                  |               |                 |               |            |            |  |  | 1.     | Raptors 905 | 2      |
|  |                  |                  | 3.               | R.G.V. Vipers | 1               |               |            |            |  |  |        |             |        |
|  | 1.               | Oklahoma Blue    | 2                |               |                 |               |            |            |  |  |        |             |        |
|  | 4.               | S.C. Warriors    | 1                |               |                 |               |            |            |  |  |        |             |        |
|  | 4.               | S.C. Warriors    | 1                |               | 1.              | Oklahoma Blue | 1          |            |  |  |        |             |        |
|  |                  |                  |                  |               | 1.              | Oklahoma Blue | 1          |            |  |  |        |             |        |
|  |                  | 3.               | R.G.V. Vipers    | 2             |                 |               |            |            |  |  |        |             |        |
|  | 2.               | 3.               | R.G.V. Vipers    | 2             | L.A. D-Fenders  | 1             |            |            |  |  |        |             |        |
|  | 2.               |                  |                  |               | L.A. D-Fenders  | 1             |            |            |  |  |        |             |        |
|  | 3.               | R.G.V. Vipers    | 2                |               |                 |               |            |            |  |  |        |             |        |

### NBA D-League Finals
Gara 1
| McAllen 22 aprile 2017 | Rio Grande Valley Vipers | 119 – 106 referto | Raptors 905 | McAllen Convention Center |

Gara 2
| Mississauga 25 aprile 2017 | Raptors 905 | 95 – 85 referto | Rio Grande Valley Vipers | Hershey Centre |

Gara 3
| Mississauga 27 aprile 2017 | Raptors 905 | 122 – 96 referto | Rio Grande Valley Vipers | Hershey Centre |

| Campione NBA Development League 2016-2017 |
| ----------------------------------------- |
| Raptors 905 1º titolo                     |

## Premi NBA D-League
- NBA Development League Most Valuable Player Award: Vander Blue, Los Angeles D-Fenders
- NBA Development League Finals Most Valuable Player Award:  Pascal Siakam, Raptors 905
- NBA Development League Rookie of the Year Award:  Abdel Nader, Maine Red Claws
- NBA Development League Defensive Player of the Year Award:  Walter Tavares, Raptors 905
- Dennis Johnson Coach of the Year Award: Jerry Stackhouse, Raptors 905
- NBA Development League Impact Player of the Year Award:  John Holland, Canton Charge
- NBA Development League Most Improved Player Award: Devondrick Walker, Delaware 87ers
- Jason Collier Sportsmanship Award: Keith Wright, Westchester Knicks
- NBA Development League Team Executive of the Year Award:
- NBA Development League Basketball Executive of the Year Award: Mike Gansey, Canton Charge
- All-NBDL First Team
  -  Walter Tavares, Raptors 905
  - Dakari Johnson, Oklahoma City Blue
  - Keith Benson, Sioux Falls Skyforce
  - Vander Blue, Los Angeles D-Fenders
  - Quinn Cook, Canton Charge
- All-NBDL Second Team
  - Shawn Long, Delaware 87ers
  - Alex Poythress, Fort Wayne Mad Ants
  -  Abdel Nader, Maine Red Claws
  - Josh Magette, Los Angeles D-Fenders
  - Brianté Weber, Sioux Falls Skyforce
- All-NBDL Third Team
  - Eric Moreland, Canton Charge
  - Jalen Jones, Maine Red Claws
  -  Axel Toupane, Raptors 905
  - Marcus Georges-Hunt, Sioux Falls Skyforce
  -  John Holland, Canton Charge
- All-NBDL All-Defensive First Team
  -  Walter Tavares, Raptors 905
  - Eric Moreland, Canton Charge
  - Keith Benson, Sioux Falls Skyforce
  - David Nwaba, Los Angeles D-Fenders
  - Brianté Weber, Sioux Falls Skyforce
- All-NBDL All-Rookie First Team
  - Alex Poythress, Fort Wayne Mad Ants
  -  Abdel Nader, Maine Red Claws
  - Jalen Jones, Maine Red Claws
  - David Nwaba, Los Angeles D-Fenders
  - Isaiah Taylor, Rio Grande Valley Vipers